# Schmiedestraße 18 (Hannover)
Das Büro- und Geschäftshaus Schmiedestraße 18 in Hannover-Mitte wurde in den Jahren 1973 bis 1974 im Auftrag der Horten AG von den Architekten Wilfried Ziegemeier und Hubertus Pfitzner errichtet. Das ursprünglich lediglich als Geschäftshaus im Rahmen einer eher traditionellen Blockbebauung geplante Gebäude wurde aufgrund der von Horten gewünschten Erweiterung des benachbarten Kaufhauses in dessen Umbauprogramm einbezogen.
Der Stahlbetonbau mit seiner Vorhangfassade ist doppelgeschossig unterkellert. Für das Erdgeschoss und das erste Obergeschoss waren von Anfang an Ausstellungsflächen für den Warenverkauf vorgesehen. Über den Büroflächen vom zweiten bis zum vierten Stockwerk war das zurückgesetzte Dachgeschoss für Wohneinheiten gedacht.

## Geschichte

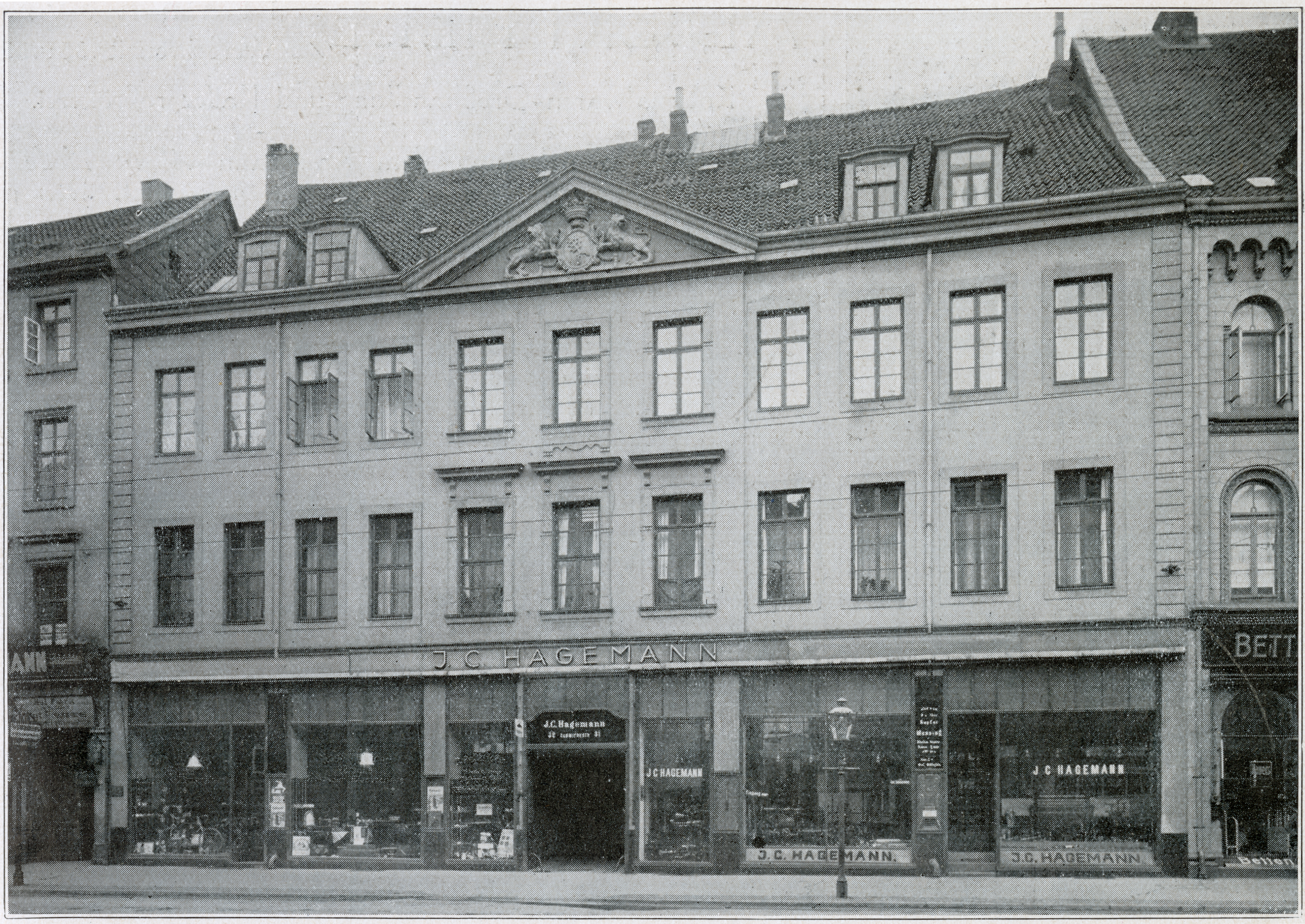
1920er Jahre: Gebäude der Eisenwarengroßhandlung J. C. Hagemann, Schmiedestraße 31–32, zuvor das v. Spörckensche Haus; links das Haus 33, in dem Wilhelm Busch wohnte; später das Geburtshaus von Mary Wi(e)gman(n)

Im Eingangsbereich des Gebäudes wurde die Stadttafel 137 angebracht mit dem Hinweis „Hier wohnte Wilhelm Busch [...] im Haus Schmiedestraße 33, das an dieser Stelle stand.“
Die Stadttafel 137 erläutert, dass die Tänzerin, Choreografin und Tanzpädagogin Mary Wigman unter ihrem Namen Marie Wiegmann Ende des 19. Jahrhunderts in dem Vorgänger-Haus mit dem „Nähmaschinen- und Fahrradgeschäft der Familie“ aufwuchs.